# Elafonisos (kommun)
Elafonisos är en kommun i Grekland. Den ligger i prefekturen Lakonien och regionen Peloponnesos, i den södra delen av landet, 180 km söder om huvudstaden Aten. Antalet invånare är 746. Arean är 19,0 kvadratkilometer.
Kommunen utgörs i huvudsak av ön Elafonisos. Men även ytterligare några öar ingår i kommunen, däribland Kasella, Poria och Gaidouronisi samt en smal kustremsa på fastlandet. 